# Smilax gagnepainii
Smilax gagnepainii är en enhjärtbladig växtart som beskrevs av Tetsuo Michael Koyama. Smilax gagnepainii ingår i släktet Smilax och familjen Smilacaceae. Inga underarter finns listade.